# 黃氏玉芳
黃氏玉芳（越南语：／；？—？），又作黃氏寬（越南语：／），越南鄭阮紛爭時期鄭主鄭森的正妃。
黃氏玉芳籍貫青池縣芩塘社大慈村，初封為昭儀（越南语：／），但她早逝，因此到鄭森繼任鄭主後，追封黃氏玉芳為徽音敬德端慈正妃，諡懿淑。